# Равномерно распределённая последовательность
Равномерно распределённая последовательность — бесконечная последовательность вещественных чисел {\displaystyle s_{1},s_{2},\dots ,s_{n},\dots } из заданного интервала {\displaystyle (a;b)} ({\displaystyle a<b}), в которой в любом ненулевом отрезке {\displaystyle (c;d)} ({\displaystyle c<d}) доля элементов, попадающих в этот отрезок, стремится к отношению длины отрезка {\displaystyle (c;d)} к длине интервала {\displaystyle (a;b)}:
{\displaystyle \lim _{n\to \infty }{{\frac {\varphi _{n}(c,d)}{n}}={{d-c} \over {b-a}}}},
где {\displaystyle \varphi _{n}(c,d)} — количество чисел из {\displaystyle s_{1},\dots ,s_{n}}, попавших в {\displaystyle (c;d)}.
Расхождением  Dn для последовательности {\displaystyle s_{1},s_{2},\dots ,s_{n},\dots } на отрезке {\displaystyle [a;b]} называется величина
{\displaystyle D_{n}=\sup _{a\leq c\leq d\leq b}\left\vert {{\frac {\varphi _{n}(c,d)}{n}}-{\frac {d-c}{b-a}}}\right\vert .}
Последовательность оказывается равнораспределённой, если расхождение Dn стремится к нулю при n, стремящемся к бесконечности.
Равномерное распределение — довольно слабый критерий для выражения того факта, что последовательность заполняет сегмент, не оставляя пробелов.  Для получения более строгих критериев и для построения последовательностей, которые распределены более равномерно, см. последовательность с низким расхождением.
Ключевым результатом, касающимся равномерно распределённых последовательностей, является теорема Вейля о равномерном распределении.